# الکساندر شلمنکو
الکساندر شلمنکو (روسی: Александр Павлович Шлеменко؛ زادهٔ ۲۰ مهٔ ۱۹۸۴) ورزشکار هنرهای رزمی ترکیبی اهل روسیه است. وی از سال ۲۰۰۴ میلادی تاکنون مشغول فعالیت بوده‌است.